# رياعة سمارانغية
رياعة سمارانغية ( تفاح الورد ) (الاسم العلمي: Syzygium samarangense) هي نوع من النباتات تتبع جنس اليوجينة من فصيلة الآسية.

## وصف
هي شجرة استوائية تنمو بطول 12 متر (39 قدم)، أوراقها دائمة الخضرة إهليلجية مدورة عند القاعدة بطول 10–25 سنتيمتر (4–10 بوصة) وعرض 5–10 سنتيمتر (2–4 بوصة)؛ عطرية عند سحقها. الجذع قصير نسبيًا مع تاج عريض  – ولكنه مفتوح  – يبدأ من أسفل الشجرة. اللحاء لونه رمادي مائل للوردي ويتقشر بسهولة.

## معرض صور

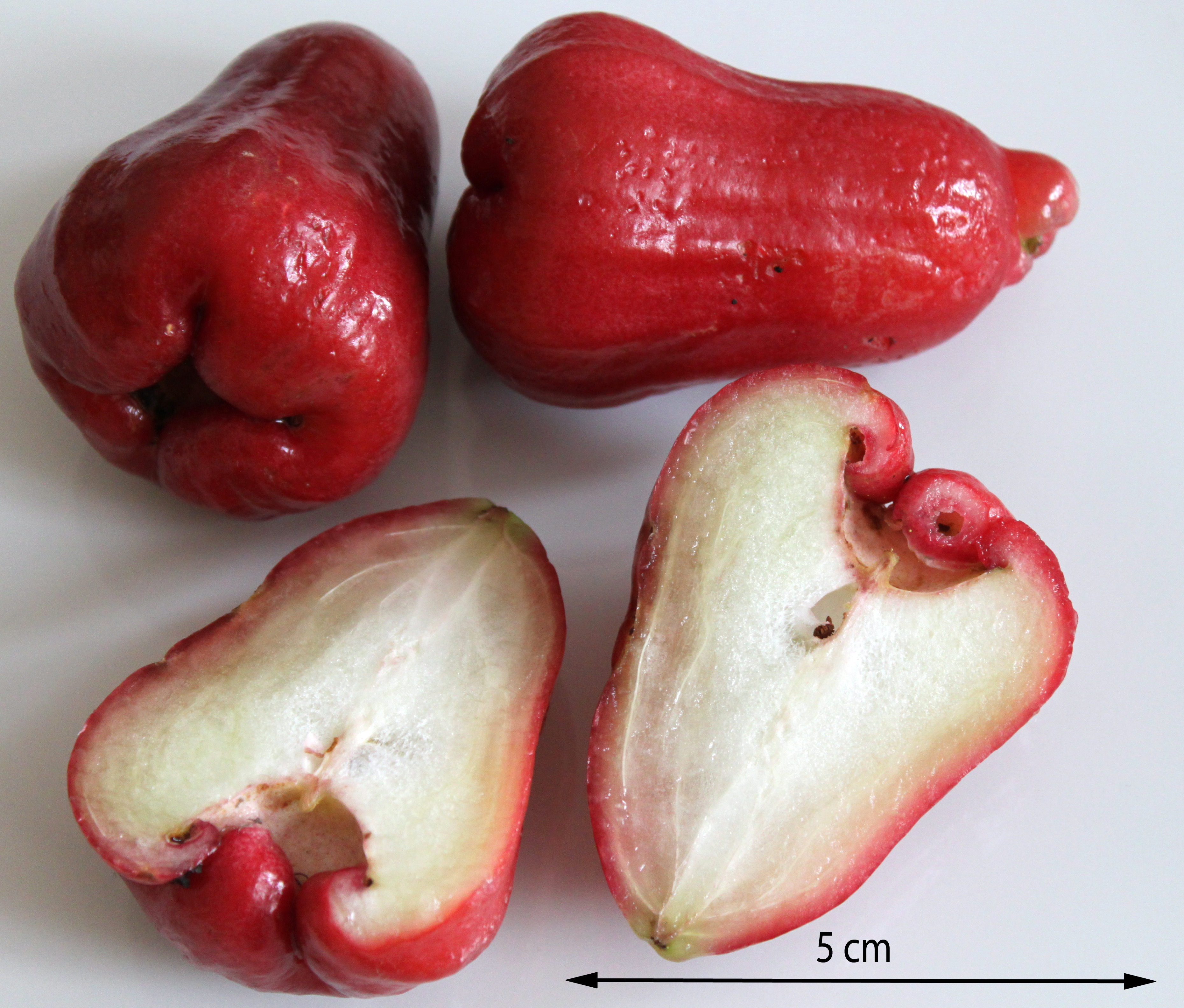
مقطع عرضي للفاكهة
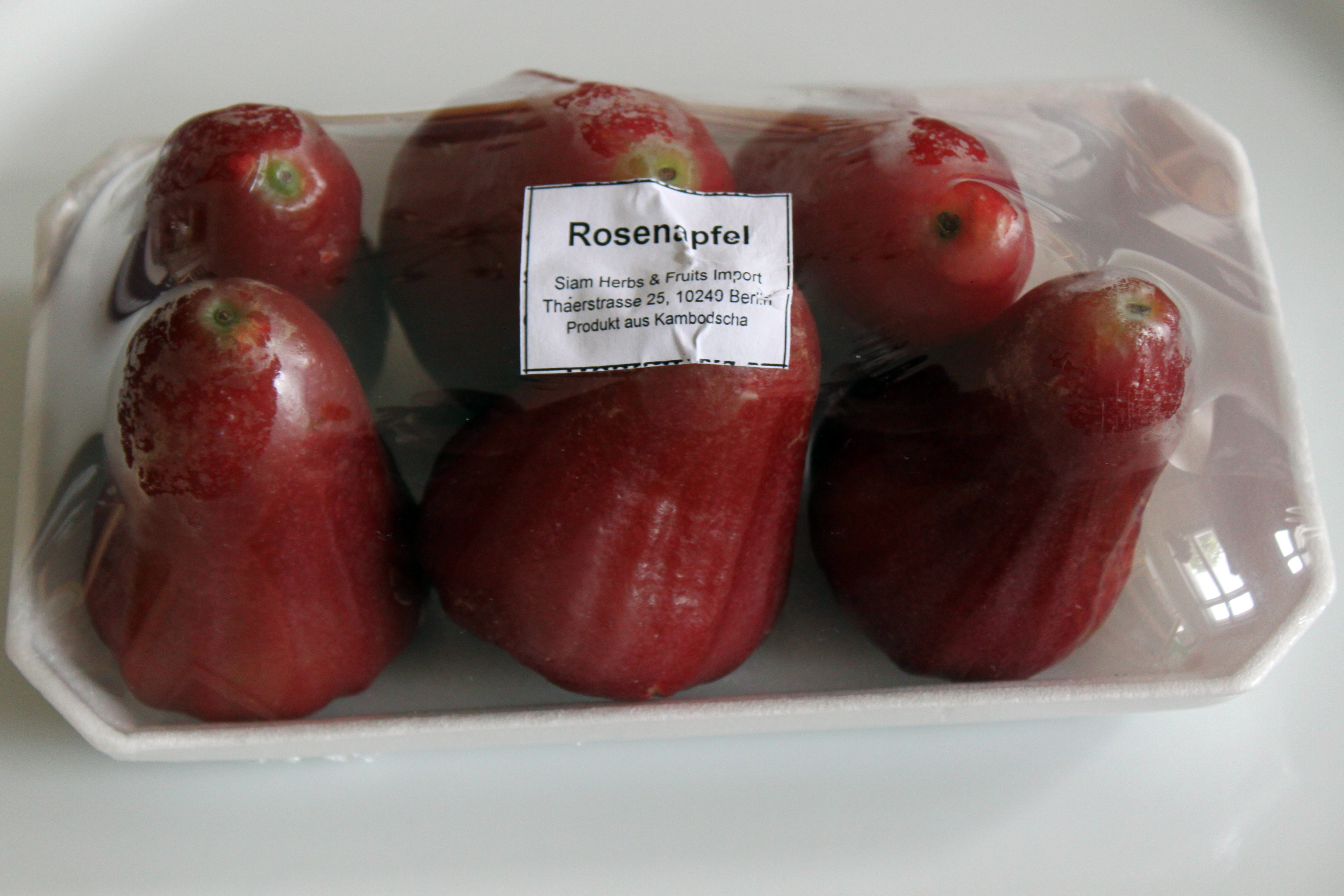
فواكه معبأة للبيع
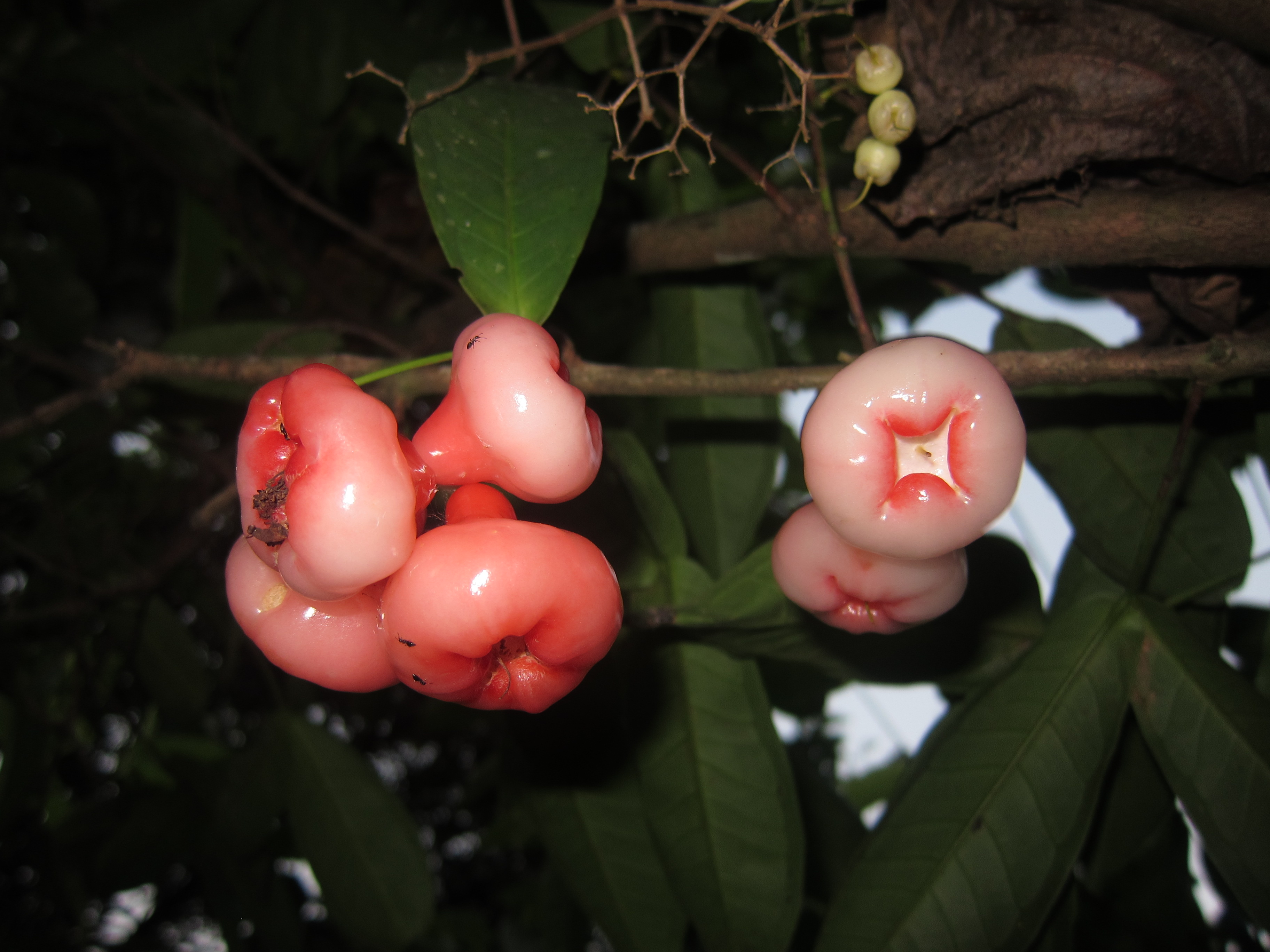
الفاكهة في الشجرة
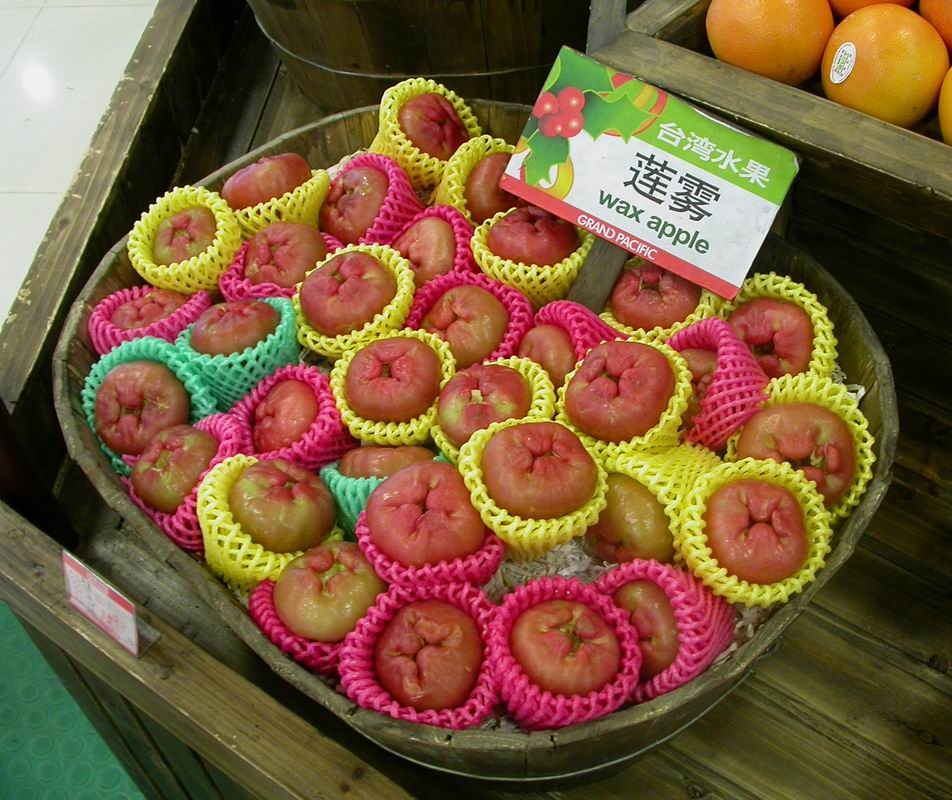
فواكه للبيع
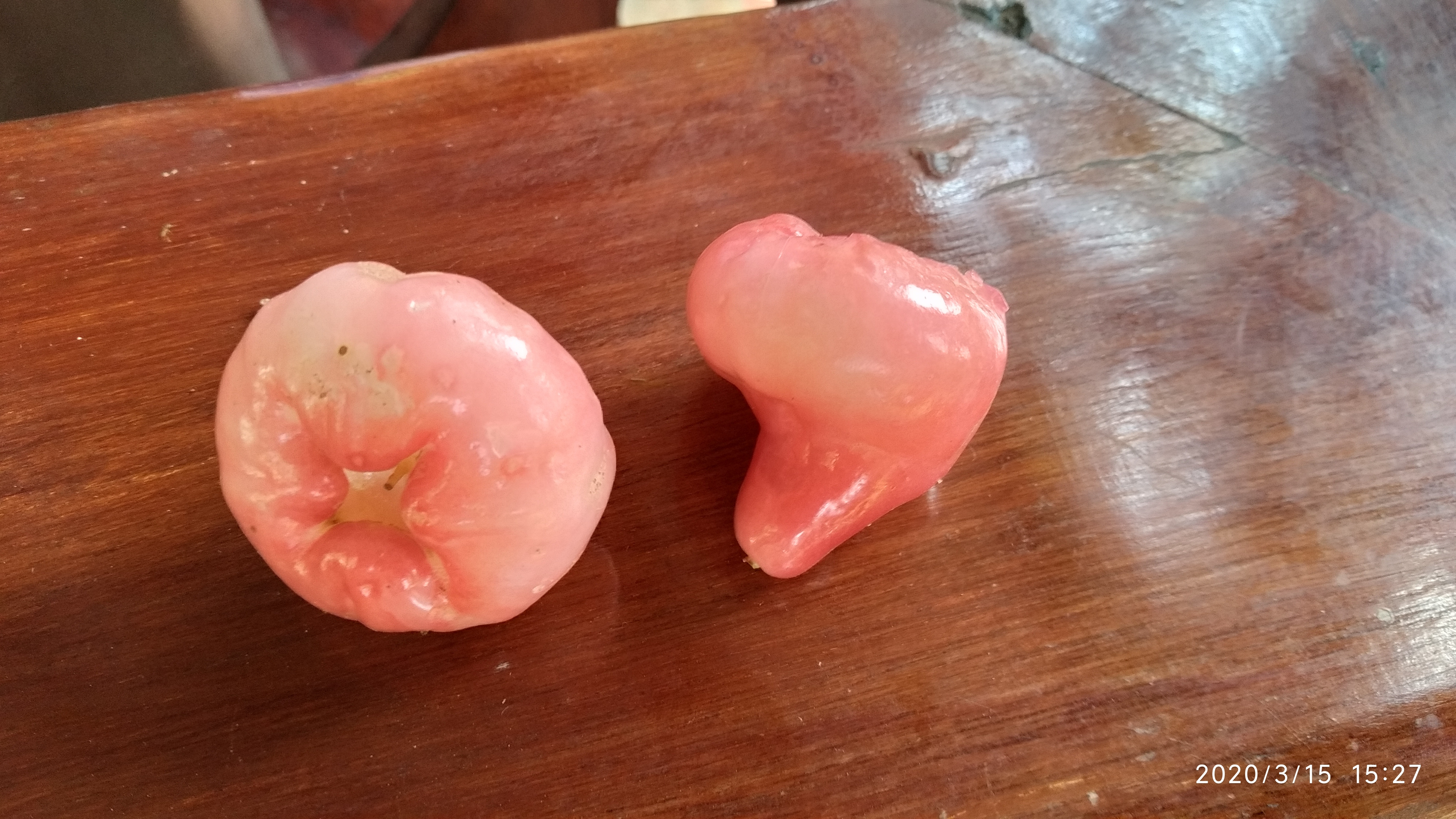
الفاكهة في بودوتشيري
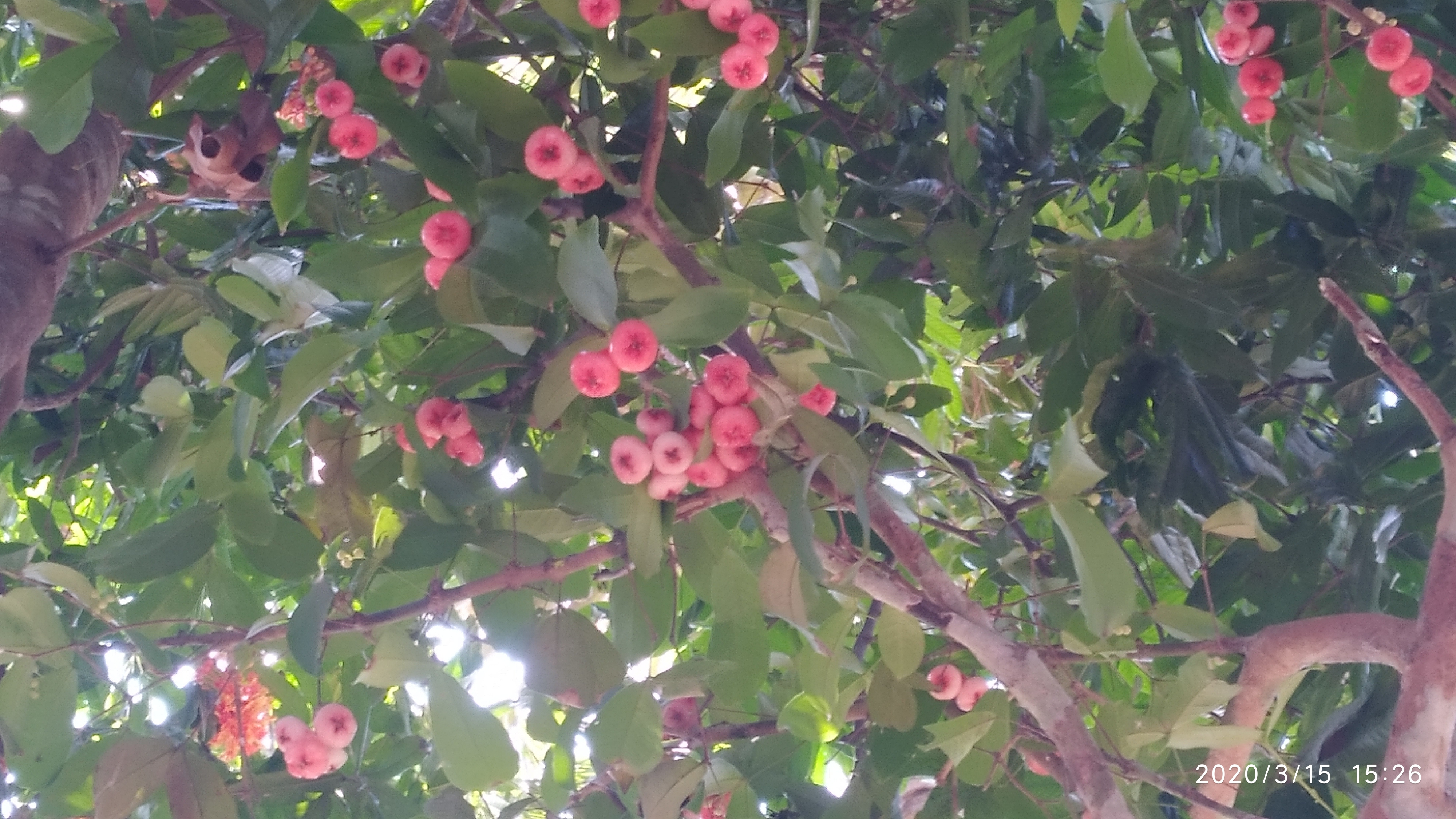
شجرة في بودوتشيري
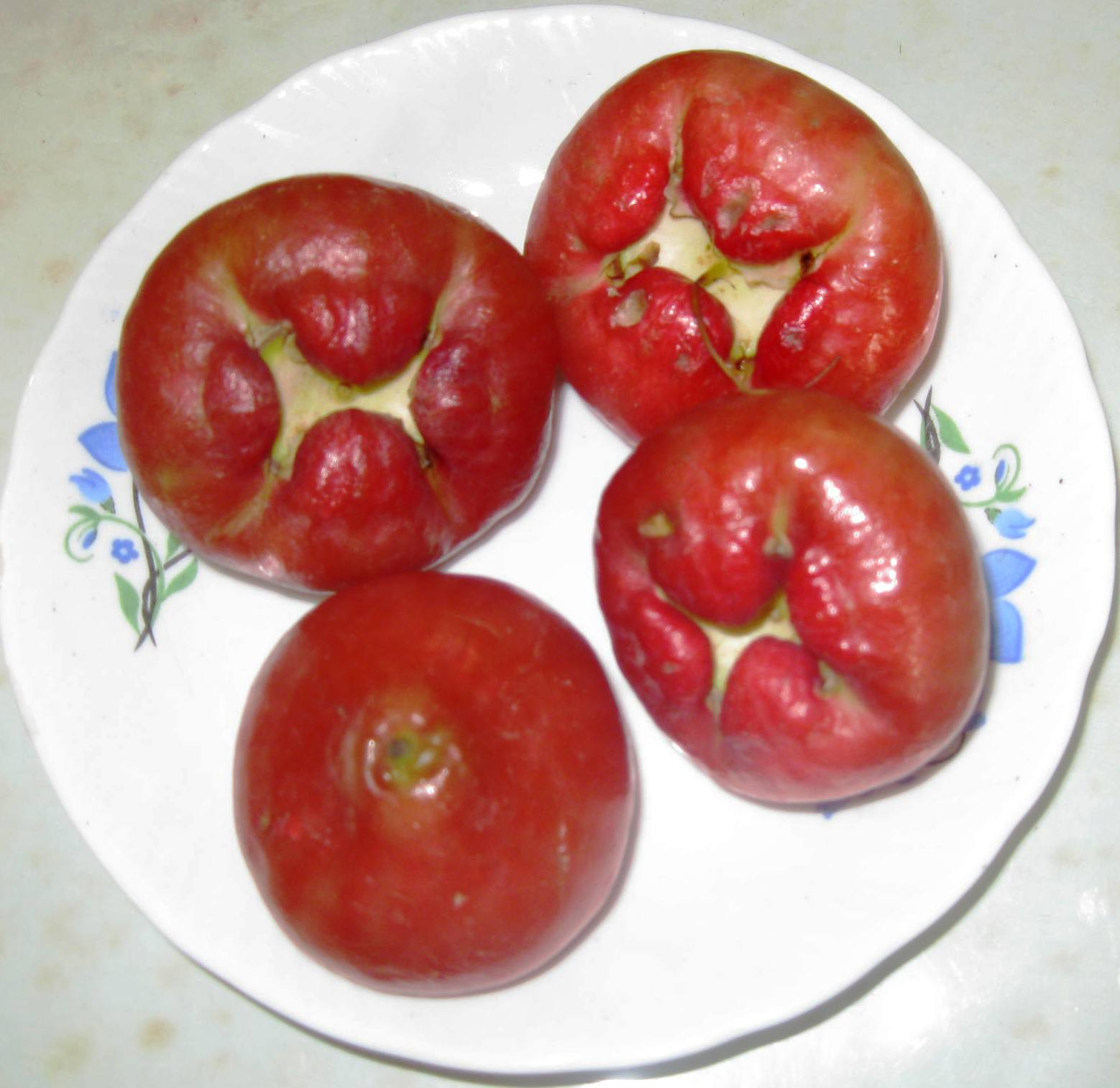
مجموعة متنوعة من الفاكهة الحمراء
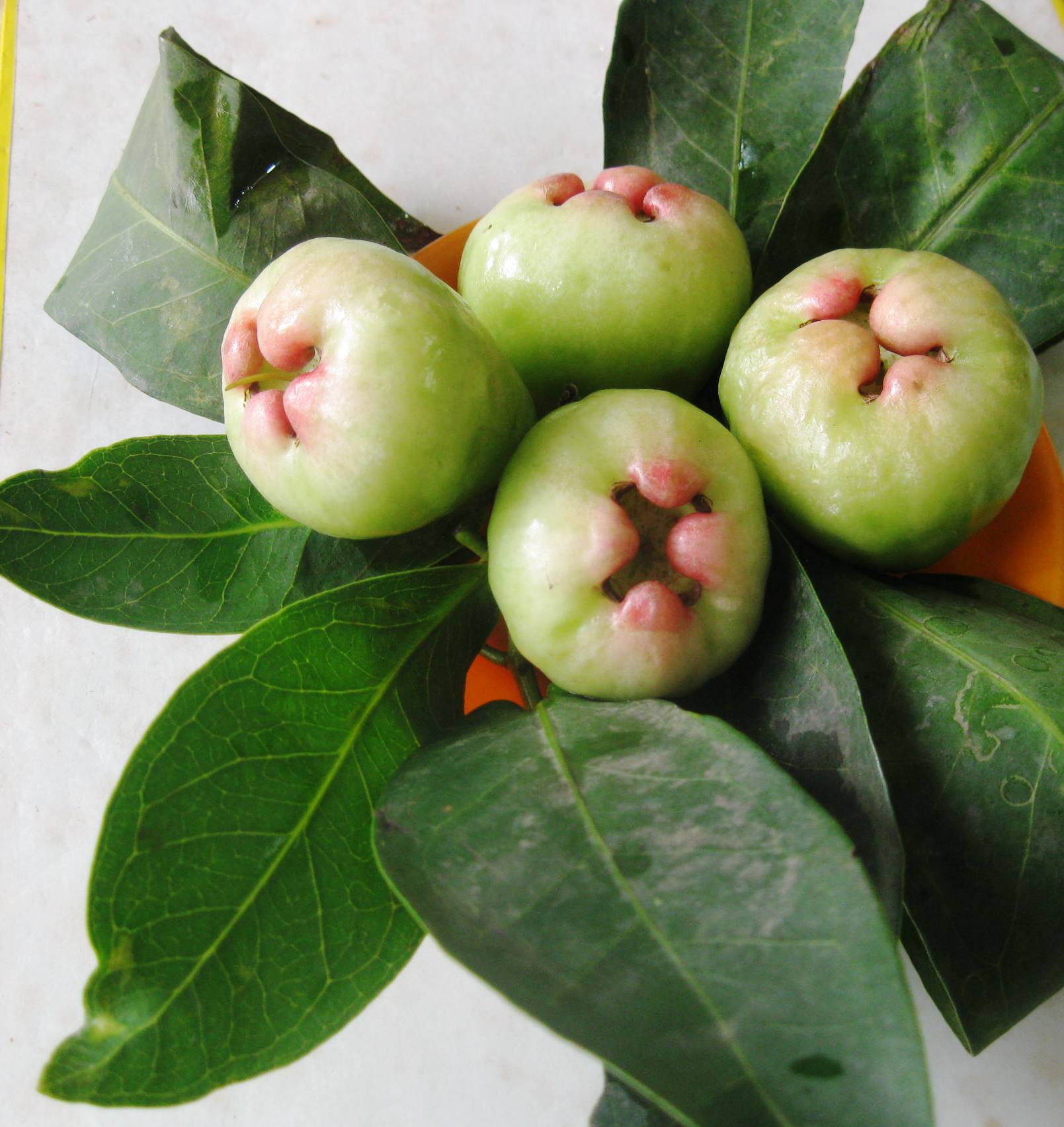
الفاكهة مع الأوراق
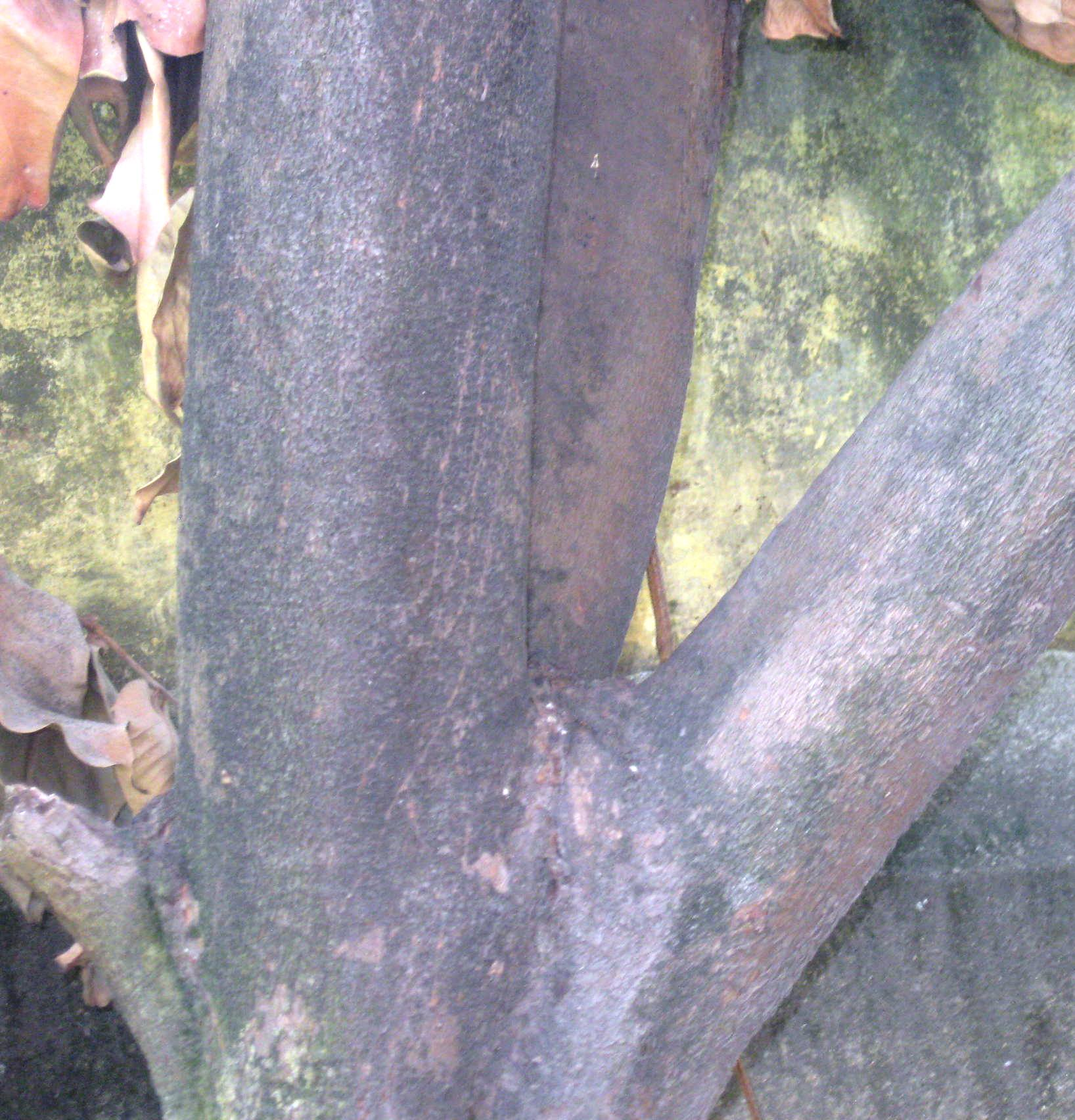
الجذع السفلي